# Teconsa
Teconsa, Tecnología de la Construcción, S.A., fue una de las principales empresas constructoras españolas. Fue fundada en 1981 hasta su quiebra en 2009 a consecuencia de la «operación Gürtel». Pertenecía al Grupo Martínez Núñez, miembro del SEOPAN.

## Historia
Fundada en 1981, Teconsa nació en Ponferrada como parte del proceso de expansión de la División de Construcción del Grupo Martínez Núñez, constituido en 1973 por José Martínez Núñez. Su actividad se centraba las comunidades autónomas de Galicia y Castilla y León.
En el año 2006 llegó a facturar más de 420 millones de euros anuales y a contar con más de 1000 trabajadores, convirtiéndose en una de las mayores constructoras no cotizadas del país.
A finales de 2008 y dentro del marco de la crisis global que afectó de especial manera al sector de la construcción, la empresa comenzó a tener problemas de liquidez, siendo comprada unos meses después por el empresario valenciano Ángel de Cabo y presentando finalmente el concurso de acreedores en septiembre de 2009.
En 2013, las actividades de la empresa fueron investigadas por las relaciones de sus propietarios en el Caso Gürtel y su posible implicación en operaciones de 

blanqueo de capitales y delitos fiscales.

## Delegaciones
La actividad de Teconsa se desarrollaba tanto en obra civil como en edificación, y abarcaba toda la geografía española. Contaba con Delegaciones en Madrid, Castilla-La Mancha, Castilla y León, Cantabria, Galicia, Asturias, Andalucía, Murcia y Comunidad Valenciana.